# Henk van Dijk

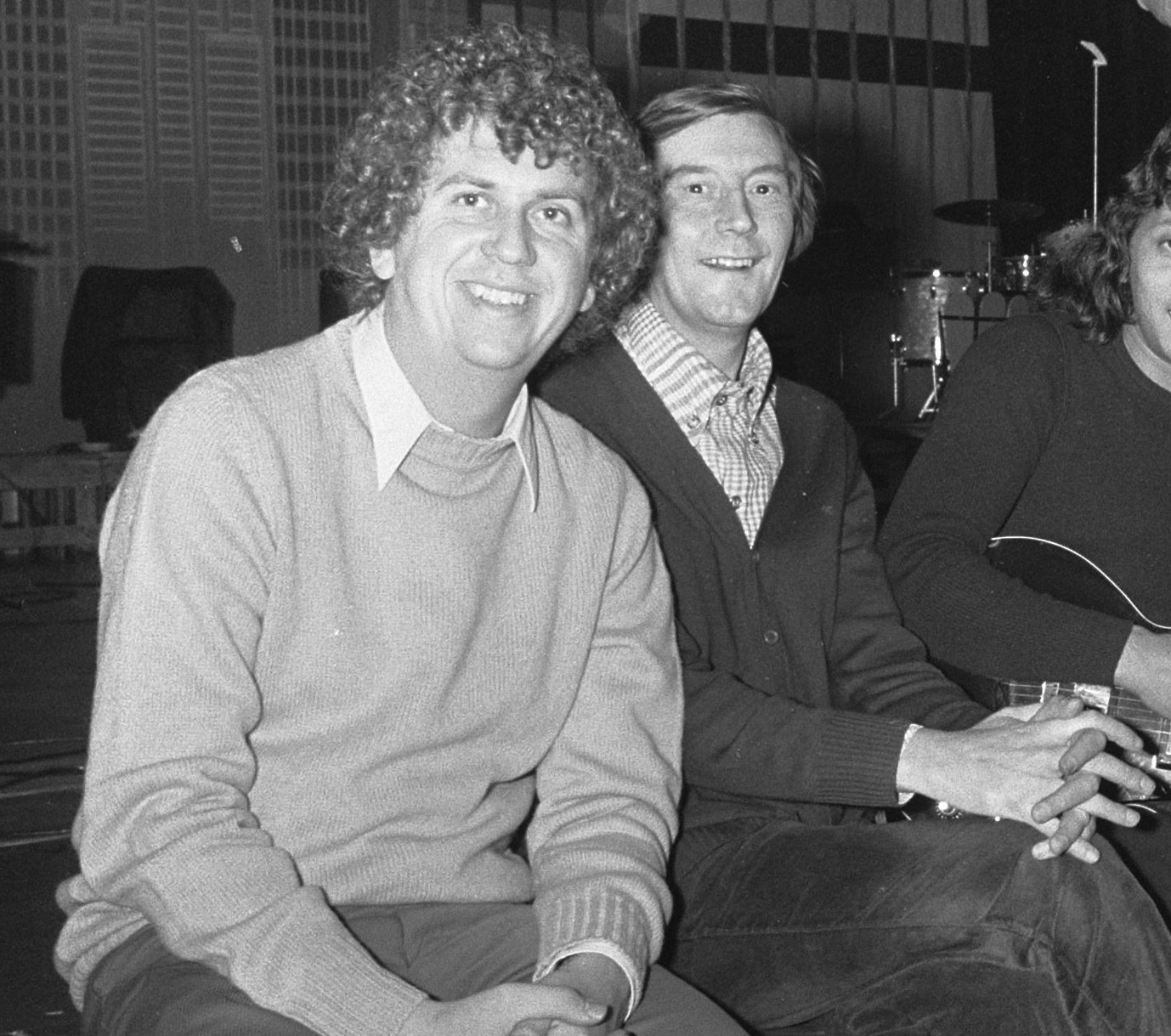
Seth Gaaikema en Henk van Dijk (1972)

Hendrik (Henk) van Dijk (Klazienaveen, 6 november 1927 – Amsterdam, 15 april 1991) was een Nederlands pianist en componist.
Toen hij 8 jaar was kreeg hij voor het eerst pianoles. Na het gymnasium ging hij rechten studeren aan de Rijksuniversiteit Groningen maar verder dan zijn kandidaats kwam hij niet. 
Bij Regionale Omroep Noord (RON) en later ook de VARA begeleidde hij als pianist de Drentse muziekgroep De Thrianta's waarvoor hij ook veel muziek schreef. Toenmalig radioman Gijs Stappershoef bracht hem in de jaren 50 in contact met Wim Sonneveld. Gedurende twee programma's was hij de pianist-begeleider van Sonneveld en hij heeft ook voor Sonneveld muziek geschreven, zoals het lied Carolientje. Verder was hij als pianist betrokken bij theateruitvoeringen van onder meer Ensemble, waar Annabet Tausk speelde, met wie hij in de jaren 60 trouwde. 
In 1965 werkte Van Dijk voor het eerst samen met Seth Gaaikema omdat diens vaste pianist Roelof Stalknecht geen pokkenprik wilde, die nodig was voor een tournee naar Suriname. In 1969 werd Van Dijk de vaste pianist van Gaaikema met wie hij, naast veel optredens in Nederland, ook optrad in onder meer Thailand en Canada. Naast cabaretpianist werkte hij destijds ook als componist en kritisch tekstredacteur nauw samen met Gaaikema. 
In 1982 werd Bob Zimmerman de nieuwe muzikale begeleider van Gaaikema, maar Van Dijk kwam niet zonder werk te zitten, want hij gaf toen al ongeveer 20 uur per week les aan de Theaterschool. In 1991 overleed hij op 62-jarige leeftijd. Zijn zoon Ad van Dijk, uit zijn eerste huwelijk, trad als pianist, arrangeur en componist deels in de voetsporen van zijn vader.